# تئاتر شیکاگو
تئاتر شیکاگو که در اصل به عنوان تئاتر بالابان و کاتز شیکاگو شناخته می‌شد، یک تئاتر برجسته است که در خیابان استیت شمالی در منطقه تاریخی خرده فروشی لوپ، شیکاگو، ایلینوی واقع شده است. تئاتر شیکاگو که در سال ۱۹۲۱ ساخته شد، گل سرسبد گروه تئاتر بالابان و کاتز (B&K) بود. از سال ۱۹۲۵ تا ۱۹۴۵، همراه با دیگر سالن‌های B&K، تئاتر شیکاگو یک شرکت غالب سینما بود. در حال حاضر، مدیسون اسکوئر گاردن، شرکت، مالک و اداره کننده تئاتر شیکاگو به عنوان یک مکان هنرهای نمایشی با ۳۶۰۰ صندلی برای نمایشنامه، تردستی، کمدی، سخنرانی، ورزش و کنسرت‌های موسیقی پرطرفدار است.

## معماری
تئاتر شیکاگو توسط شرکت معماری رپ و رپ (Rapp & Rapp) طراحی شد و با ترکیبی از معماری نئوکلاسیک و سبک باروک فرانسوی که شامل سالن نمایش باشکوه و یک لابی بزرگ الهام‌گرفته از معماری داخلی کلیسای کاخ ورسای، طراحی شد.
این ساختمان در تاریخ ۶ ژوئن ۱۹۷۹ میلادی، به فهرست ملی اماکن تاریخی اضافه شد و در ۲۸ ژانویه ۱۹۸۳ به عنوان یک مکان منحصر به فرد در شیکاگو، ثبت شد.